# Polyoza
Polyoza is een kevergeslacht uit de familie van de boktorren (Cerambycidae). De wetenschappelijke naam van het geslacht werd voor het eerst geldig gepubliceerd in 1832 door Audinet-Serville.

## Soorten
Polyoza is monotypisch en omvat slechts de volgende soort:
- Polyoza lacordairei Audinet-Serville, 1832